# Пранге, Георг
Георг Генрих Фридрих Вильгельм Пранге (нем. Georg Heinrich Friedrich Wilhelm Prange; 1 января 1885, Ганновер — 3 февраля 1941, Ганновер) — немецкий математик, профессор Технического университета Ганновера.

## Биография
Георг Генрих Фридрих Вильгельм Пранге с 1903 года учился в университете Геттингена, где среди его преподавателей были Феликс Клейн и Давид Гильберт. После двух семестров в Мюнхене, Пранге вернулся в Геттинген, но затем должен был прекратить обучение из-за болезни легких — смог продолжить учебу только в 1910 году. В 1912 году он получил диплом в Геттингене и стал ассистентом Технического университета в Ганновере, работая с Конрадом Мюллером (Conrad Heinrich Müller, 1878—1953). В 1914 году в Геттингене, под руководством Гильберта, Пранге защитил кандидатскую диссертацию. В своей докторском работы, выполненной под руководством Мюллера, Пранге изучал теорию упругости.
Проведя несколько месяцев в качестве доцента в Галле, в 1921 году Георг Пранге стал профессором высшей и прикладной математики в Техническом университете Ганновера: читал лекции по математическим методам в электротехнике. Оставался в Ганновере до своей смерти. В 1927 году он был избран членом Леопольдины. 11 ноября 1933 года Пранге был среди более 900 ученых и преподавателей немецких университетов и вузов, подписавших «Заявление профессоров о поддержке Адольфа Гитлера и национал-социалистического государства».

## Работы
- Совместно с Müller, Angewandte Mechanik, Hannover, Helwingsche Verlagsbuchhandlung, 1923
- Vorlesungen über Integral- und Differentialrechnung, 2 Bände, Springer Verlag 1943
- Prange Die allgemeinen Integrationsmethoden der analytischen Mechanik, Enzyklopädie der mathematischen Wissenschaften 1933
- Prange Das Extremum der Formänderungsarbeit, Habilitationsschrift Technische Hochschule Hannover, 1916, herausgegeben und eingeleitet von Klaus Knothe, Reihe Algorismus, Heft 31, Institut für Geschichte der Naturwissenschaften München 1999
- Prange «Die Theorie des Balkens in der Technischen Elastizitätslehre», Zeitschrift für Architektur und Ingenieurwesen, Neue Folge 24: 84-96, 121—150, 1919
- Die Hamilton-Jacobi-Theorie für Doppelintegrale, Dissertation 1915
- Hamiltons Beitrag für die geometrische Optik, Jahresbericht DMV
- W. R. Hamilton´s Abhandlungen zur Strahlenoptik, Leipzig, Akademische Verlagsgesellschaft 1933